# كلوز (فلم)
كلوز (بالإنجليزية: Close) فيلم أكشن من إخراج فيكي جيوسون وبطولة الممثلة السويدية نومي رابيس ، أحداث الفيلم عن قصة حقيقية لــجاكي دافيس الحارسة الشخصية لمشاهير أمثال نيكول كيدمان وج. ك. رولينغ وأعضاء من العائلة البريطانية المالكة.
تم إصدار الفيلم في 18 يناير 2019 من طرف نتفليكس.

## الحبكة
بينما كانت الحارسة الشخصية «سام كارسون» في مهمة روتينية بجنوب السودان قامت بانقاد صحفيين كانت مكلفة بحمايتهما حينما تعرضت سيارتهما لهجوم من طرف متمردين محليين أثناء قيادتهما على طريق صحراوي. 
«زوي تانر» الإبنة الثرية المضطربة لرجل الأعمال الإنجليزي «إريك تانر» التي وجدت نفسها فجأة وريثة حصة أبيها لمجموع أسهم شركة حسين للتعدين، مما سبب صدمة غضب لِزوجة أبيها «ريما حسين» ابنة أحد مؤسسي الشركة التي كانت تديرها بعد وفاة زوجها إريك.
نجحت «ريما» بعقد صفقة بمليار دولار لتعدين الفوسفات بزامبيا، فطلبت من «زوي» - بصفتها الوريثة - مرافقتها إلى المنزل الريفي في المغرب حيث سيقام عقد الصفقة.
استأجرت «ريما» خدمات الحارسة الشخصية «سام» لمرافقة «زوي» أثناء رحلتها إلى المغرب، لتصطدم بعد وصولهما لمنزل العائلة باقتحام عصابة للمنزل في محاولة اختطاف «زوي».

## البطولة
- نومي رابيس في دور سام كارلسون (الحارسة الشخصية)
- صوفي نيلسي في دور زوي تانر (الإبنة)
- أنديرا فارما في دور ريما حسين (زوجة الأب)
- إوين ماكين في دور كونال سانكلير (رئيس سام كارلسون)
- منصور بدري في دور رئيس شرطة
- عبد السلام بوحسيني في دور محقق

## الإنتاج
بدأ التصوير الرئيسي للفيلم في أغسطس 2017 باستديوهات بينوود، في باكينغهامشير ليتم بعدها تصوير المشاهد في كل من لندن، الدار البيضاء ومراكش.
تم شراء حقوق توزيع الفيلم من طرف نتفليكس سنة 2018.
تم إصدار الفيلم في 13 يناير 2019.

## روابط خارجية
- مقالات تستعمل روابط فنية بلا صلة مع ويكي بيانات